# Fredrikstad Kings 2019
Questa voce raccoglie le informazioni riguardanti i Fredrikstad Kings nelle competizioni ufficiali della stagione 2019.

## 2. Divisjon 2019

### Stagione regolare
| Fredrikstad 27 aprile 2019, ore 14:00 | Fredrikstad Kings | 8 – 34 | NTNUI Nidaros Domers | Kongstenbanen |

| Fredrikstad 5 maggio 2019, ore 15:00 | Fredrikstad Kings | 18 – 27 | Gjøvik Swans | Kongstenbanen |

| Ålesund 25 maggio 2019, ore 15:00 | Ålesund Phoenix | 40 – 20 | Fredrikstad Kings |  |

| Fredrikstad 1º giugno 2019, ore 14:00 | Fredrikstad Kings | 6 – 50 | Oslo Vikings 2 | Kongstenbanen |

| Lillestrøm 16 giugno 2019, ore 14:00 | Lillestrøm Starfighters | 53 – 14 | Fredrikstad Kings | Vigernesjordet |

## Statistiche di squadra
| Competizione | %Vittorie | In casa | In casa | In casa | In casa | In casa | In casa | In trasferta | In trasferta | In trasferta | In trasferta | In trasferta | In trasferta | Totale | Totale | Totale | Totale | Totale | Totale |
| Competizione | %Vittorie | G       | V       | N       | P       | Pf      | Ps      | G            | V            | N            | P            | Pf           | Ps           | G      | V      | N      | P      | Pf     | Ps     |
| ------------ | --------- | ------- | ------- | ------- | ------- | ------- | ------- | ------------ | ------------ | ------------ | ------------ | ------------ | ------------ | ------ | ------ | ------ | ------ | ------ | ------ |
| Campionato   | .000      | 3       | 0       | 0       | 3       | 32      | 111     | 2            | 0            | 0            | 2            | 34           | 93           | 5      | 0      | 0      | 5      | 66     | 204    |
| Totale       | .000      | 3       | 0       | 0       | 3       | 32      | 111     | 2            | 0            | 0            | 2            | 34           | 93           | 5      | 0      | 0      | 5      | 66     | 204    |